# 横綱物語
横綱物語（よこづなものがたり）は、1994年8月26日にKSSから発売されたスーパーファミコン用の相撲をテーマとした育成シミュレーションゲームである。

## 概要
相撲部屋の親方になり、新弟子をスカウトし、横綱に育てる。横綱になり優勝できれば、エンディングになる。
それぞれパラメーターと技があり、年齢との兼ね合いで育てればパラメーターの成長値は左右される。このほかに忠誠値があり、低いと部屋を脱走かプロレスに転向してしまう。小遣いや休養で忠誠値は上昇するが、他の能力は下がってしまう。
小兵力士は技を多く覚える。反対に大型力士や外国人力士は技を覚え難い分力で押すタイプになる。
幕下までは、取組は完全オート。十両に入ってからは力士に指示を出して、取組を見ることができる。

## 備考
- タレントの伊集院光がプレイしており、自身の番組深夜の馬鹿力で本作について、「（コナミの日本相撲協會公認 日本大相撲と比べて）運の要素が強いゲーム。ギャンブル性が高くて、（横綱物語の方が）怪我が無くてゲームらしかった。」と語っている。